# Chira Apostol
Chira Irina Apostol (Alexeni, 1 juni 1960) is een Roemeens roeister.
Apostol won tijdens de Olympische Zomerspelen 1984 de gouden medaille in da vier-met. Apostol won op de wereldkampioenschappen in de vier-met drie medailles waaronder in 1986 de wereldtitel.

## Resultaten

### Olympische Zomerspelen
| Jaar | Plaats      | Resultaten                |
| ---- | ----------- | ------------------------- |
| 1984 | Los Angeles | in de vier-met-stuurvrouw |

### Wereldkampioenschappen roeien
| Jaar | Plaats     | Resultaten                |
| ---- | ---------- | ------------------------- |
| 1983 | Duisburg   | in de vier-met-stuurvrouw |
| 1985 | Hazewinkel | in de vier-met-stuurvrouw |
| 1986 | Nottingham | in de vier-met-stuurvrouw |

1976: Karin Metze & Bianka Schwede & Gabriele Lohs & Andrea Kurth & Sabine Heß ·
1980: Ramona Kapheim & Silvia Fröhlich & Angelika Noack & Romy Saalfeld & Kirsten Wenzel·
1984: Florica Lavric & Maria Fricioiu & Chira Apostol & Olga Bularda & Viorica Ioja·
1988: Martina Walther & Gerlinde Doberschütz & Carola Hornig & Birte Siech & Sylvia Rose